# Esquí de fons als Jocs Olímpics d'hivern de 1980
Als Jocs Olímpics d'Hivern de 1980 celebrats a la ciutat de Lake Placid (Estats Units) es disputaren set proves d'esquí de fons, quatre en categoria masculina i tres en categoria femenina.
Les proves es realitzaren entre els dies 14 i 23 de febrer de 1980 a les instal·lacions esportives de Whiteface Mountain. Hi participaren un total de 131 esquiadors, entre ells 86 homes i 45 dones, de 24 comitès nacionals diferents.

## Resum de medalles

### Categoria masculina
| Prova                   | Or                                                                                   | Argent                                                              | Bronze                                                                       |
| 15 km Detalls           | Thomas Wassberg                                                                      | Juha Mieto                                                          | Ove Aunli                                                                    |
| 30 km Detalls           | Nikolay Zimyatov                                                                     | Vasily Rochev                                                       | Ivan Lebanov                                                                 |
| 50 km Detalls           | Nikolay Zimyatov                                                                     | Juha Mieto                                                          | Alexander Zavyalov                                                           |
| 4x10 km relleus Detalls | Unió SovièticaVasily Rochev · Nikolay Bazhukov · Yevgeny Belyayev · Nikolay Zimyatov | NoruegaLars Erik Eriksen · Per Knut Aaland · Ove Aunli · Oddvar Brå | FinlàndiaHarri Kirvesniemi · Pertti Teurajärvi · Matti Pitkänen · Juha Mieto |

### Categoria femenina
| Prova                  | Or                                                                    | Argent                                                                           | Bronze                                                           |
| 5 km Detalls           | Raïssa Smetànina                                                      | Hilkka Riihivuori                                                                | Květa Jeriová                                                    |
| 10 km Detalls          | Barbara Petzold                                                       | Hilkka Riihivuori                                                                | Helena Takalo                                                    |
| 4x5 km relleus Detalls | RDAMarlies Rostock · Carola Anding · Veronika Hesse · Barbara Petzold | Unió SovièticaNina Fyodorova · Nina Rocheva · Galina Kulakova · Raïssa Smetànina | NoruegaBritt Pettersen · Anette Bøe · Marit Myrmæl · Berit Aunli |

## Medaller
| Posició | País           | Or | Argent | Bronze | Total |
| 1       | Unió Soviètica | 4  | 2      | 1      | 7     |
| 2       | RDA            | 2  | 0      | 0      | 2     |
| 3       | Suècia         | 1  | 0      | 0      | 1     |
| 4       | Finlàndia      | 0  | 4      | 2      | 6     |
| 5       | Noruega        | 0  | 1      | 2      | 3     |
| 6       | Bulgària       | 0  | 0      | 1      | 1     |
| 6       | Txecoslovàquia | 0  | 0      | 1      | 1     |
|         |                |    |        |        |       |
| Total   | Total          | 7  | 7      | 7      | 21    |